# Alta California
L'Alta California, anche conosciuta come Nueva California era una provincia del Vicereame della Nuova Spagna, formalmente istituita nel 1804. Il suo territorio, in congiunzione con quello della penisola di Bassa California, era in precedenza parte integrante della California spagnola. In seguito alla guerra d'indipendenza del Messico, nel 1821 entrò a far parte del Primo Impero messicano.
Il territorio dell'Alta California comprendeva la totalità degli odierni Stati della California, del Nevada, e dell'Utah, parti dell'Arizona, del Wyoming, e del Colorado. L'Alta California venne riaggregata alla Baja California in un unico departamento in seguito all'approvazione della riforma costituzionale nota con il nome di Siete Leyes del 1836, con la quale vennero inoltre garantite maggiori autonomie e competenze alla neocostituita entità territoriale. Questa concessione venne annullata nel 1846. La sconfitta subita dal Messico nella guerra messico-statunitense determinò nel 1848 il passaggio sotto la sovranità statunitense di gran parte del territorio dell'Alta California, sancito dal trattato di Guadalupe Hidalgo. Nel 1850 la California entrò nell'Unione come trentunesimo Stato.